# 諸富駅
諸富駅（もろとみえき）は、かつて佐賀県佐賀郡諸富町（現・佐賀市）に設置されていた、日本国有鉄道（国鉄）佐賀線の駅（廃駅）である。佐賀線の廃止に伴い、1987年（昭和62年）3月28日に廃駅となった。なお、所在地の地名は「もろどみ」と読む。

## 歴史
- 1935年（昭和10年）5月25日：国有鉄道佐賀線の佐賀 - 筑後大川間開業に伴い、設置[1]。一般駅[1]。
- 1971年（昭和46年）10月20日：荷物取り扱い廃止[2]および旅客無人駅化[3]。
- 1984年（昭和59年）2月1日：貨物取り扱い廃止[1]。
- 1987年（昭和62年）3月28日：佐賀線の全線廃止に伴い、廃駅となる[1]。

## 駅構造
廃止時は多数の側線を有し、相対式ホーム1面2線を持つ列車交換が可能な駅であった。運転要員のみが配置され、営業上は無人駅であったが最晩年には出札が復活し、硬券乗車券や廃止記念入場券も発売された。また、瀬高駅方に1970年代頃まで、味の素九州工場の引き込み線があった。

## 駅跡
廃駅後は、町立体育館（現在の佐賀市立諸富文化体育館）や産業振興会館になっている。ホームなどの当時の設備は残っていないが、写真付の記念碑が建てられている。

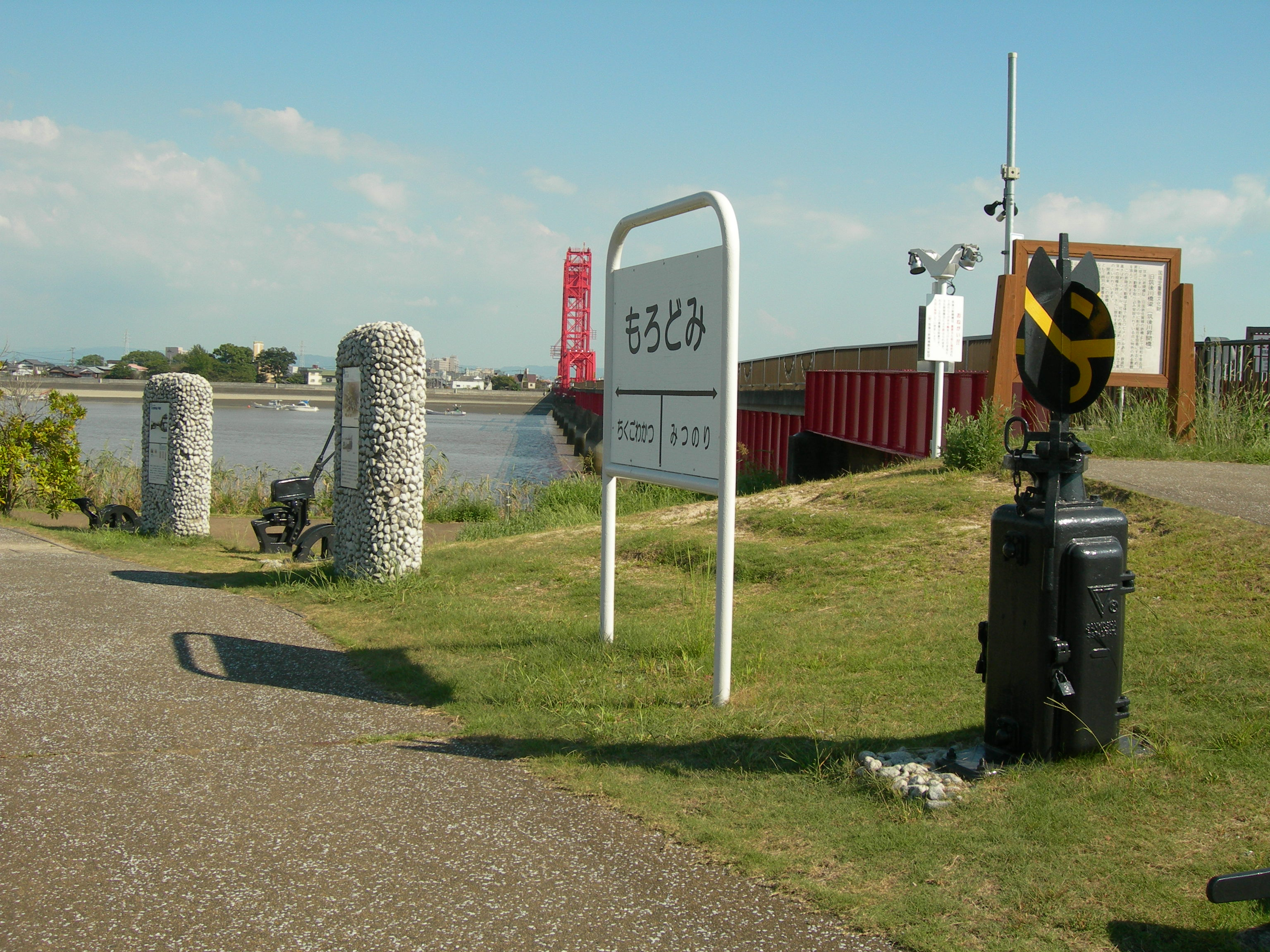
筑後川昇開橋と諸富駅の看板（2011年9月）

## 隣の駅
日本国有鉄道
佐賀線
光法駅 - 諸富駅 - （筑後川信号場） - 筑後若津駅